# Penguin Bloom
Penguin Bloom é um filme australiano-americano de 2020 dirigido por Glendyn Ivin, a partir de um roteiro de Shaun Grant e Harry Cripps. É baseado no livro homônimo de Cameron Bloom e Bradley Trevor Greive  e estrelado por Naomi Watts, Andrew Lincoln e Jacki Weaver

## Sinopse
Durante uma viagem de férias em família na Tailândia, Sara Bloom (Naomi Watts) cai acidentalmente de uma sacada, quebrando a sexta vértebra torácica (T6), que a deixou parcialmente paralisada. Eles voltam para a Austrália, onde moram, e foi muito difícil para ela readaptar a sua vida numa cadeira de rodas, mas tem todo o apoio da família: seu marido Cameron (Andrew Lincoln), seus três filhos Noah, Rueben e Oli, além de sua mãe super protetora Jan (Jacki Weaver).
Numa tarde, os três meninos encontram um filhote de pássaro pega machucado e o levam para casa, dando-lhe o nome de Penguin (porque ele é branco e preto). A princípio Sam não quer ficar com o pássaro, mas aceita porque é importante para seu filho Noah, e com o passar do tempo, ela passa a gostar mais dele.
Noah se sente culpado porque foi ele que pediu para a mãe subir com ele na sacada de onde ela caiu. O relacionamento de Sam e Cameron piora, pois é muito difícil para ela encontrar alegria no dia-a-dia e quer esquecer quem ela era antes da queda, já que ela não pode mais viver da mesma forma. Ela pede para Cameron nunca mais perguntar como ela está se sentindo.
Depois de muitas semanas, Penguin se recupera e aprende a voar, o que inspira Sam a querer fazer algo pra ela, então ela começa a fazer aulas de caiaque.
No aniversário da Sam, todos (inclusive Penguin) vão celebrar na casa da sua mãe Jan. A irmã dela Kylie (Leeanna Walsman) e a professora de caiaque Gaye (Rachel House) também vão. Houve uma  discussão sobre a nova vida de Sam e enquanto Penguin estava do lado de fora, acaba sendo atacado por dois pássaros maiores e foge.
Sam finalmente tem uma conversa séria com Noah e pede para ele não se culpar pelo que aconteceu com ela. Ela pede desculpas por estar distante e confessa que encontrou forças para continuar vivendo e toda a família se reconcilia. Sam pede a Cameron para perguntar como ela estava e quando ele pergunta, ela responde: “Estou melhor”
Penguin retorna para casa alguns dias depois e Sam o agradece por ele ter ajudado na sua recuperação.

## Elenco
- Naomi Watts como Sam Bloom, esposa de Cameron e filha de Jan
- Andrew Lincoln como Cameron Bloom, marido de Sam
- Griffin Murray-Johnston como Noah Bloom
- Felix Cameron como Rueben Bloom
- Abe Clifford-Barr como Oli Bloom
- Jacki Weaver como Jan, a mãe de Sam
- Rachel House como Gaye
- Leeanna Walsman como Kylie
- Lisa Hensley como Bron

## Lançamento
Penguin Bloom estreeou no  Toronto International Film Festival em 12 de setembro de 2020.
O filme foi lançado nos cinemas na Austrália em 21 de janeiro de 2021 e chegou em primeiro lugar nas bilheterias na primeira semana de lançamento.
A Netflix lançou o filme na América do Norte, Reino Unido, França e alguns países da Ásia dia 27 de janeiro de 2021.